# 洛昌人
洛昌人，又译洛沙姆帕人，是不丹的尼泊尔裔居民的统称。该名称来自不丹宗卡语，是“南方人”之意。人口241889。

## 历史
最早的尼泊尔洛昌人是十七世纪受不丹国王邀请的尼瓦尔人工匠。最初的尼泊尔移民团体是十九世纪末二十世纪初由英国主持。在1910年不丹与印度簽订條约外交受英国指导，之后不断有印度与尼泊尔外勞来到不丹南部工作。直到不丹1960年代后第一个五年计劃开始本地人化后尼泊尔移民才減少。在80年代估计国内尼泊尔人口佔28%人口，非官方说有40%。
在1980年代不丹官方提出振兴传统文化，要全体国民穿不丹服装，另一方面因他们没机会成为高级公务员。他们多次抗议，1989年不丹政府驱逐他们要他们签署文件永不返回不丹。同时取消学生尼泊尔语教育。

## 文化
洛昌人多数是定居农民，多數信仰印度教，少數信仰藏传佛教。他们居住的杜瓦尔地区是不丹最富裕地区。

## 驱逐
1980年代末开始，十萬洛昌人被驱逐。1990年，不丹國王政府對尼泊爾人實施種族清洗將之趕到尼泊爾，使兩國關係大為緊張。1990年代洛昌人成立了不丹人民黨，开始反政府武装活动。很多人逃亡尼泊尔东方七个难民營，直到2010年1月20日，有85,544人在难民營，或在印度工作，这地区不丹人已入替居住。